# 權賢尚
權賢尚（韓語：권현상，1981年7月2日—），韓國男演員。為知名導演林權澤的次子，剛出道時不願依靠父親名望進行演藝活動，選擇隱瞞身份，直到2010年出演父親所執導的第101部電影《升起月光》，是林權澤之子的事實才被曝光。
起初活跃在话剧舞台上，直至2008年的《血之期中考》将其推向大银幕，正式在忠武路崭露头角。此后陆续出演《魂》和《學習之神》等电视剧集，在电影《血之期中考》的续集《血之期中考2》中，权贤相扮演了海归派高中生JK一角，表现也相当惹眼。

## 演出作品

### 電視劇
- 2009年：MBC《魂》飾演 趙載一
- 2010年：KBS《學習之神》飾演 郭宗民
- 2011年：KBS《公主的男人》飾演 李崇
- 2012年：MBC《The King 2 Hearts》飾演 廉東夏
- 2012年：OCN《吸血鬼檢察官2》飾演 L
- 2013年：SBS《野王》飾演 梁澤裴
- 2013年：KBS《天命：朝鮮版逃亡者故事》飾演 林巪正
- 2015年：KBS《Blood》飾演 南哲勳
- 2015年：OCN《能看見鬼的警察處容2》飾演 高慶彬（特別演出）
- 2016年：JTBC《玉氏南政基》飾演 朴賢宇
- 2016年：MBC《春日常在》飾演 江允浩
- 2019年：SBS《絕對達令》飾演 黃仁赫

### 電影
- 2008年：《血之期中考》
- 2010年：《血之期中考2》
- 2010年：《山茶花》（短片集电影）
- 2011年：《升起月光》
- 2011年：《奇怪的客人們》
- 2012年：《Let Me Out》
- 2012年：
- 2012年：《媽媽別哭》
- 2012年：《摩天樓》飾演 姜英勳
- 2013年：《傳說的拳頭》
- 2013年：《Let Me Out》
- 2014年：《Plan Man》
- 2015年：《紋身師》

### MV
- 2009年：2NE1《I don't care》
- 2012年：C-CLOWN《漸行漸遠》（與李多熙）

## 綜藝節目
- 2012年10月17日、10月24日：MBC《黄金渔场 Radio Star》（電影《救國的鋼鐵隊伍（朝鲜语：강철대오: 구국의 철가방）》剧组，與曹政奭、金吝勸）

## 外部連結
- NAVER （页面存档备份，存于）
- 權賢尚的X（前Twitter）